# Adrian Tibaleka
Adrian Tibaleka là một chính trị gia người Uganda. Bà được bổ nhiệm làm Bộ trưởng Nhà nước cho Người cao tuổi và Người khuyết tật trong Nội các Uganda, vào ngày 6 tháng 6 năm 2016. Tuy nhiên, cuộc hẹn của bà đã bị Ủy ban bổ nhiệm của quốc hội từ chối.